# Gran Premio de Fourmies 2023
La 90.ª edición de la clásica ciclista Gran Premio de Fourmies fue una carrera en Francia que se celebró el 10 de septiembre de 2023 sobre un recorrido de 197,6 kilómetros con inicio y final en la ciudad de Fourmies.
La carrera formó parte del UCI ProSeries 2023, dentro de la categoría 1.Pro. El vencedor fue el belga Tim Merlier del Soudal Quick-Step seguido del también belga Gerben Thijssen del Intermarché-Circus-Wanty y el italiano Matteo Moschetti del Q36.5.

## Equipos participantes
Tomaron parte en la carrera 24 equipos: 9 de categoría UCI WorldTeam, 11 de categoría UCI ProTeam y 4 de categoría Continental. Formaron así un pelotón de 165 ciclistas de los que acabaron 129. Los equipos participantes fueron:
| WorldTeams (9)- AG2R Citroën Team - Alpecin-Deceuninck - Cofidis - Groupama-FDJ - Intermarché-Circus-Wanty - Soudal Quick-Step - Arkéa-Samsic - Team Jayco AlUla - UAE Team Emirates ProTeams (11)- Bingoal WB - Eolo-Kometa - Human Powered Health - Israel-Premier Tech - Lotto Dstny - Q36.5 Pro Cycling Team - Team Corratec-Selle Italia - Team Flanders-Baloise - TotalEnergies - Tudor Pro Cycling Team - Uno-X Pro Cycling Team Equipos continentales (4)- CIC U Nantes Atlantique - Nice Métropole Côte d'Azur - Saint Michel-Mavic-Auber 93 - Van Rysel-Roubaix Lille Métropole |
| |

## Clasificación final
- La clasificación finalizó de la siguiente forma:[4]

| \| Clasificación general \| Clasificación general \| Clasificación general \| Clasificación general \| Clasificación general \| \| Ciclista \| Ciclista \| Equipo \| Tiempo \| \| \| --------------------- \| --------------------- \| ------------------------ \| --------------------- \| --------------------- \| \| 1.º \| Tim Merlier \| Soudal Quick-Step \| 4 h 25 min 34 s \| \| \| 2.º \| Gerben Thijssen \| Intermarché-Circus-Wanty \| + 0 s \| \| \| 3.º \| Matteo Moschetti \| Q36.5 Pro Cycling Team \| + 0 s \| \| \| 4.º \| Alexander Kristoff \| Uno-X Pro Cycling Team \| + 0 s \| \| \| 5.º \| Paul Penhoët \| Groupama-FDJ \| + 0 s \| \| \| 6.º \| Niccolò Bonifazio \| Intermarché-Circus-Wanty \| + 0 s \| \| \| 7.º \| Arnaud Démare \| Arkéa-Samsic \| + 0 s \| \| \| 8.º \| Álvaro Hodeg \| UAE Team Emirates \| + 0 s \| \| \| 9.º \| Arne Marit \| Intermarché-Circus-Wanty \| + 0 s \| \| \| 10.º \| Jason Tesson \| TotalEnergies \| + 0 s \| \| |                    |                          |                 |
| |                    |                          |                 |
| Fuente: ProCyclingStats |                    |                          |                 |
| Clasificación general |                    |                          |                 |
| Ciclista | Ciclista           | Equipo                   | Tiempo          |
| 1.º | Tim Merlier        | Soudal Quick-Step        | 4 h 25 min 34 s |
| 2.º | Gerben Thijssen    | Intermarché-Circus-Wanty | + 0 s           |
| 3.º | Matteo Moschetti   | Q36.5 Pro Cycling Team   | + 0 s           |
| 4.º | Alexander Kristoff | Uno-X Pro Cycling Team   | + 0 s           |
| 5.º | Paul Penhoët       | Groupama-FDJ             | + 0 s           |
| 6.º | Niccolò Bonifazio  | Intermarché-Circus-Wanty | + 0 s           |
| 7.º | Arnaud Démare      | Arkéa-Samsic             | + 0 s           |
| 8.º | Álvaro Hodeg       | UAE Team Emirates        | + 0 s           |
| 9.º | Arne Marit         | Intermarché-Circus-Wanty | + 0 s           |
| 10.º | Jason Tesson       | TotalEnergies            | + 0 s           |

## Ciclistas participantes y posiciones finales
Convenciones:
- AB-N: Abandono en la etapa "N"
- FLT-N: Retiro por llegada fuera del límite de tiempo en la etapa "N"
- NTS-N: No tomó la salida para la etapa "N"
- DES-N: Descalificado o expulsado en la etapa "N"

## UCI World Ranking
El Gran Premio de Fourmies otorgó puntos para el UCI World Ranking para corredores de los equipos en las categorías UCI WorldTeam, UCI ProTeam y Continental. Las siguientes tablas son el baremo de puntuación y los diez corredores que obtuvieron más puntos:
| Posición              | 1.º | 2.º | 3.º | 4.º | 5.º | 6.º | 7.º | 8.º | 9.º | 10.º | 11.º | 12.º | 13.º | 14.º | 15.º | 16.º-30.º | 31.º-40.º |
| Clasificación general | 200 | 150 | 125 | 100 | 85  | 70  | 60  | 50  | 40  | 35   | 30   | 25   | 20   | 15   | 10   | 5         | 3         |

| Clasificación |                    |                          |         |
| Posición      | Ciclista           | Equipo                   | General |
| ------------- | ------------------ | ------------------------ | ------- |
| 1.º           | Tim Merlier        | Soudal Quick-Step        | 200     |
| 2.º           | Gerben Thijssen    | Intermarché-Circus-Wanty | 150     |
| 3.º           | Matteo Moschetti   | Q36.5                    | 125     |
| 4.º           | Alexander Kristoff | Uno-X                    | 100     |
| 5.º           | Paul Penhoët       | Groupama-FDJ             | 85      |
| 6.º           | Niccolò Bonifazio  | Intermarché-Circus-Wanty | 70      |
| 7.º           | Arnaud Démare      | Arkéa Samsic             | 60      |
| 8.º           | Álvaro Hodeg       | UAE Emirates             | 50      |
| 9.º           | Arne Marit         | Intermarché-Circus-Wanty | 40      |
| 10.º          | Jason Tesson       | TotalEnergies            | 35      |